# Periphetes (mythologie)
Periphetes ook bekend als Corynetes, is de zoon van Hephaestus en Anticleia. Periphetes was net als zijn vader verlamd aan een been. Hij leefde in Epidaurus, waar hij reizigers overviel en doodde met zijn ijzeren staaf.
Uiteindelijk werd Periphetes vermoord door Theseus, die daardoor zijn ijzeren staaf als wapen buit maakte.